# Тарадановское сельское поселение
Тарада́новское сельское поселение — упразднённое муниципальное образование в Крапивинском районе Кемеровской области России. Административный центр — село Тараданово.

## История
Тарадановское сельское поселение образовано 17 декабря 2004 года в соответствии с Законом Кемеровской области № 104-ОЗ. 

## Население
| 2010 | 2011 | 2012 | 2013 | 2014 | 2015 | 2016 |
| ---- | ---- | ---- | ---- | ---- | ---- | ---- |
| 989  | ↗991 | ↘986 | ↘962 | ↘939 | ↘916 | ↘888 |
| 2017 | 2018 | 2019 |      |      |      |      |
| ↘867 | ↘851 | ↘846 |      |      |      |      |

## Состав сельского поселения
| № | Населённый пункт | Тип населённого пункта       | Население |
| - | ---------------- | ---------------------------- | --------- |
| 1 | Долгополово      | деревня                      | 129       |
| 2 | Тараданово       | село, административный центр | 860       |